# Островци
Островци́ (на руски: Островцы) е село в Раменски район, Московска област, Русия. Населението му през 2016 година е 9813 души.

## География

### Разположение
Островци е разположено в централната част на Европейска Русия, на брега на река Пехорка.

### Климат
Климатът на Островци е умереноконтинентален (Dfb по Кьопен) с горещо и сравнително влажно лято и дълга студена зима.

## Население
| 1926 | 2002 | 2010 |
| ---- | ---- | ---- |
| 1087 | 3714 | 5515 |